# 카툰 네트워크 (일본의 텔레비전 채널)
카툰 네트워크(일본어: カートゥーン ネットワーク 카툰 네토와쿠[*], Cartoon Network)는 애니메이션을 방영하는 일본의 위성 및 케이블 텔레비전 채널이다.

## 본문
일본의 카툰네트워크는 1997년 9월 1일 SkyPerfect TV!를 통하여 방송이 개시되었다. 채널 번호는 ch.274번이고 일본내의 일부 케이블TV 방송사업자와 e2 by SkyPerfect Communication!의 ch.331번 (2005년 8월 31일 부로 ch.203변경)으로도 시청이 가능하다.
일본의 카툰네트워크는 미국의 신작 애니메이션은 물론이며 TV도쿄의 전용 프로그램을 제공하고 일본 자국내의 지상파 TV 애니메이션 작품 제작에도 관여하게 되었다.